# Billy Rixon
Billy Rixon is een voormalig Brits waterskiër.

## Levensloop
Rixon werd zesmaal Europees kampioen in de Formule 1 van het waterski racing.

## Palmares
- Wereldkampioenschap: 1979
- Europees kampioenschap: 1969, 1973, 1976, 1977, 1978 en 1979